# Dziadowice
Dziadowice – wieś w Polsce położona w województwie wielkopolskim, w powiecie tureckim, w gminie Malanów. W latach 1937–1954 siedziba gminy Dziadowice.
Wieś Dziadowice leży blisko granicy gminy Malanów i gminy Tuliszków. Zamieszkuje je ponad 450 osób w 106 gospodarstwach. Mieszkańcy wsi to w dużej części rolnicy, wielu z nich zatrudnienie znajduje w pobliskim Malanowie, a także w Turku.
W 2001 roku powstał Zespół Ludowy, nazwany przez jego członków Jarzębinki.

## Części wsi
| SIMC    | Nazwa              | Rodzaj    |
| ------- | ------------------ | --------- |
| 0289785 | Deszno             | część wsi |
| 0289791 | Deszno-Leśniczówka | część wsi |

## Historia
Pierwsza pisana wzmianka dotycząca miejscowości Dziadowice widnieje w XV-wiecznej poznańskiej księdze ziemskiej. Według niej niejaki Florian z Żychlina sprzedał Janowi z Kalinowy – wojewodzie kaliskiemu całe wsie Dziadowice, Kotwasice i Piętno.
Kolejnym właścicielem tych ziem został syn owego wojewody, Mikołaj Zaręba. Udziały w majątku mieli również jego bracia Krzysztof i Jan. To oni właśnie pod dług zaciągnięty od Jana Jesiołowskiego zastawili wieś Piętno wraz z młynem wodnym, położonym między Dziadowicami a Piętnem. Zarębowie w XVI wieku byli także właścicielami Tuliszkowa, Wielopola, Sarbicka i Ogorzelczyna.
W 1531 roku Zarębowie wydzierżawili wieś Stanisławowi Górskiemu. Z biegiem lat udziałowców majątku przybywało. W XVII-wieczny poznańskich księgach ziemskich znajduje się zapis z 1634 roku, który mówi, że Katarzyna z Leszna, wdowa po Adamie Sędziwoju Czarnkowskim, wojewodzie łęczyckim oraz staroście pyzdrskim i międzyrzeckim, część majątku w tym Dziadowice, które otrzymała w spadku po Zarębach, podarowała córce Teresie, żonie Krzysztofa Opalińskiego z Bnina, starosty śremskiego.
W 1667 roku Dziadowice trafiły w ręce Jana Karola Opalińskiego, syna zmarłego starosty. W 1762 roku udziały w Dziadowicach uzyskuje Jan Nepomucen Mycielski, starosta ośnicki. Częściowo sprzedaje je w 1775 roku Konstantemu Bnińskiemu. Kolejnych części pozbywa się rok później na rzecz Jerzego Waniewskiego.
W 1788 roku w inskrypcjach kaliskich ksiąg ziemskich umieszczono zapis, z którego wynika, że właścicielem Dziadowic był wówczas A. Rudnicki.
W XIX-wiecznym Słowniku Geograficznym Królestwa Polskiego znajduje się wzmianka dotycząca Dziadowic:
Wieś w powiecie tureckim, gmina Piętno, parafia Malanów. W 1827 roku było tu 21 domów i 191 mieszkańców.
Ostatnim właścicielem dziadowickich włości był Emil Iwańczyk z Piętna.
W latach 1954–1971 wieś należała i była siedzibą władz gromady Dziadowice, po jej zniesieniu w gromadzie Malanów, od 1973 roku w gminie Malanów. 
W latach 1975–1998 miejscowość administracyjnie należała do województwa konińskiego.

## Szkoła podstawowa
W miejscowości funkcjonuje szkoła podstawowa, którą założono w 1918 roku. Swoim zasięgiem obejmuje Dziadowice oraz Dziadowice-Folwark i Bibiannę (od 1 września 2003 roku, wcześniej istniał tam oddział zamiejscowy).
Początkowo szkoła mieściła się w domach prywatnych i miała cztery oddziały. Po wojnie systematycznie powiększano liczbę oddziałów, a od roku szkolnego 1966/67, aż do reformy oświaty w roku 1999, szkoła liczyła 8 klas.
Od połowy 2005 roku do sierpnia 2006 trwały prace budowlane, w ramach których gruntownie przebudowano istniejącą część szkoły, a także znacznie powiększono budynek.
28 września biskup pomocniczy diecezji włocławskiej, Stanisław Gębicki, poświęcił rozbudowany budynek szkoły.

## Kaplica
W Dziadowicach znajduje się kaplica pw. Podwyższenia Krzyża Świętego, która podlega parafii w Malanowie.
Jej budowę rozpoczęto 4 maja 1983 roku. 22 lipca 1984 roku poświęcił ją ówczesny biskup diecezji włocławskiej, Jan Zaręba.

## Filia Gminnej Biblioteki Publicznej
W Dziadowicach utworzona została w 1956 roku Gromadzka Biblioteka Publiczna, która po kolejnej reorganizacji podziału administracyjnego w 1973 roku została przekształcona w filię Gminnej Biblioteki Publicznej w Malanowie. W latach 1956–1962 biblioteka mieściła się w lokalu Gromadzkiej Rady Narodowej, a w latach 1962-2002 w prywatnych lokalach mieszkańców Dziadowic lub jej pracowników. Od 2002 roku biblioteka ma siedzibę w lokalu stanowiącym własność gminy przy szkole podstawowej.